# Кірхдорф (Нижня Саксонія)
Кірхдорф (нім. Kirchdorf) — громада в Німеччині, розташована в землі Нижня Саксонія. Входить до складу району Діпгольц. Центр об'єднання громад Кірхдорф.
Площа — 47,74 км2. Населення становить 2278 ос. (станом на 31 грудня 2021).